# Линда Морсели
Линда Морсели (на италиански: Linda Morselli) е италианска моделка и телевизионна личност.

## Биография
Линда Морсели е родена през 15 ноември 1988 година във Джусано.
През 2006 година Линда Морсели е една от 30-те финалистки във Мис Италия и печели титлата Мис Елеганза. Работила е за няколко водещи модни марки и е позирала за различни фотосесии, редакционни материали, корици и реклами работещи с международно известни фотографи.
През 2010 г. участва във видеоклипа на Марко Карта, Quello Che Dai От 2017 година тя работи с Кимоа, чийто собственик е Фернандо Алонсо.
През 2018 година, Линда Морсели заедно с Рейчъл Фогар, е една от главните героини на риалити телевизията Pechino Express 7 – Avventura в Африка, излъчвана от Rai 2. Двойката Линда Морсели и Рейчъл Фогар се наричаха двойката манекенки и те спечелиха третото място. По време на Pechino Express, със Рейчъл Фогар, тя играе във синът на Спартак във ролята на Рандо. През 2018 година Линда Морсели, заедно с Рейчъл Фогар, участваха във Бялото Парти на Ателиер Еме.
През 2019 г. участва в епизод на Drive Up, телевизионна програма, излъчвана от Italia 1, и по време на Коледа заедно с Рейчъл Фогар посетиха и проучиха Алта Бадия (практикувайки ски и сноуборд) и видяха Световната Купа По Алпийски Ски 2019 – 2020.
През 2020 г. участва във „Casa Marcello“, уеб телевизионна програма водена от Марсело Цирило, в тази програма участва и Рейчъл Фогар. Заедно със Рейчъл Фогар посещават Сицилия във турнето „Sicilia Express“. През 2020 г. играе малка роля във филма „The Paramedic/Фелдшерът“ на режисьора Карлес Торас.

## Личен живот
Линда е спортна жена (бикрам йога, сноуборд, ски, йога, зимни спортове и други). От 2021 година е в отношения с Benjamín Alfonso. Най-добрата ѝ приятелка е Рейчъл Фогар (Дъщерята На Амброгио Фогар), с която често работят заедно.

## Филмография
- Pechino Express – Синът на Спартак (2018)
- The Paramedic, режисиран от Карлес Торас (2020)

## Телевизия
- Miss Italia (2006)
- Pechino Express 7 – Avventura In Africa (2018)
- Drive Up (2019)
- Casa Marcello (2020)

## Уеб Телевизия
- Casa Marcello (2020)